# Nombre 206
El nombre 206 (CCVI) és el nombre natural que segueix el nombre 205 i precedeix el nombre 207.
La seva representació binària és 11001110, la representació octal 316 i l'hexadecimal CE.
La seva factorització en nombres primers és 2×103.